# لیتو آلوارز
 لیتو آلوارز (انگلیسی: Lito Álvarez؛ زادهٔ ۵ دسامبر ۱۹۴۷) یک تنیس‌باز اهل آرژانتین است. 